# Октябрьский (Верхнеуслонский район)
Октябрьский — посёлок в Верхнеуслонском муниципальном районе Республики Татарстан. Административный центр Октябрьского сельского поселения.

## География
Расположен вблизи автомобильной дороги Казань — Ульяновск, в 17 км к юго-западу от села Верхний Услон.

## История
Земли будущего поселка были выделены маркизой Паулуччи в надел своему сыну Александру. Потом находящийся на землях хутор стали называть — Александровским. Были на нем пекарни, телятники, конный двор с десятком породистых лошадей. Входил в Ташевскую волость Свияжского уезда Казанской губернии.
В 1920 году на месте хутора образован поселок Октябрьский, который вошел в Свияжский кантон Татарской АССР.
С 14.2.1927 входил в Теньковский район, с 20.10.1931 в Верхнеуслонский.
В 1939 году было образовано подсобное хозяйство завода имени В. И. Ленина. Носило название — центральная усадьба совхоза № 4 (другое название — «Пролетарский сороковик»), с 1970 — им. 23 партсъезда. Главной отраслью сельского хозяйства было земледелие. Основные зерновые культуры: пшеница, рожь, ячмень, картофель, свекла.
Для предприятия требовалось большое количество рабочих рук, обеспечить наличие которых небольшой хутор не мог, поэтому с Сухой реки стали привозить и собирать уже на месте сборные дома — срубы барачного типа. В бараках были обустроены крохотные клетушки, в которых ютились новоприбывшие семья. Много переселенцев прибыло перед войной и в войну.
На фронт в 1941 году ушли из поселка более тридцати мужчин, назад возвратились не многие. В послевоенные годы стали завозить технику.
1 февраля 1963 года поселок вошел в состав Зеленодольского района, а 12.1.1965 вернулся в Верхнеуслонский район.
В 1985 году в связи с упразднением Матюшинского сельского совета образован Октябрьский сельский совет народных депутатов, административным центром которого стал поселок Октябрьский.
В октябре 2005 года Совет местного самоуправления переименован и имеет название Совет Октябрьского сельского поселения.

## Инфраструктура
Совет сельского поселения и исполнительный комитет сельского поселения находятся в здании Октябрьского сельского дома культуры. Из большого здания клуба, площадь которого составляет 960 кв. метров получился административный и культурный комплекс — на первом этаже находятся Совет и исполнительный комитет Октябрьского сельского поселения, фельдшерско — акушерский пункт, опорный пункт милиции. Левое крыло здания арендует почтовое отделение связи. На втором этаже расположена библиотека. На центральной усадьбе так же имеются два магазина, средняя школа и детский сад.

## Население
| 1926 | 1938 | 1949 | 1958 | 1970 | 1979 | 1989 | 2002 | 2010 | 2017 |
| ---- | ---- | ---- | ---- | ---- | ---- | ---- | ---- | ---- | ---- |
| 58   | 452  | 596  | 465  | 367  | 342  | 464  | 475  | 450  | 469  |